# Do It like Me
Do It like Me è un singolo del rapper statunitense Bhad Bhabie pubblicato il 15 ottobre 2020.

## Tracce
1. Do It like Me – 1:43